# 葉利斯克
葉利斯克（羅馬化：Jeĺsk）是白俄羅斯戈梅利州葉利斯克區内的城市及该区的行政中心，位於州府戈梅利西南177公里，距離首都明斯克319公里，2006年人口9,600人。第二次世界大戰期間，納粹德國在1941年8月至1944年1月11日佔領該鎮。